# Medetera occultans
Medetera occultans är en tvåvingeart som beskrevs av Negrobov 1970. Medetera occultans ingår i släktet Medetera och familjen styltflugor. Inga underarter finns listade i Catalogue of Life.